# فهرست قنات‌های شهرستان جلفا
جدول زیر بر اساس آمار وزارت جهاد کشاورزیتهیه شده‌است. فهرست زیر قنات‌های شهرستان جلفا در استان آذربایجان شرقی را نشان می‌دهد.
| نام قنات       | موقعیت                   | نزدیک‌ترین روستا | طول قنات (متر) | تعداد میله چاه | عمق مادر چاه | دبی (لیتر بر ثانیه) | سطح زیر کشت (هکتار) |
| -------------- | ------------------------ | --------------- | -------------- | -------------- | ------------ | ------------------- | ------------------- |
| آغ چشمه        | بخش سیه رود شهرستان جلفا | مرازاد          | ۵۰             | ۴              | ۷            | ۵                   | ۰                   |
| المجه          | بخش مرکزی شهرستان جلفا   | هادیشهر         | ۱۵۰۰           | ۲۵             | ۲۶           | ۲۰                  | ۶۷                  |
| الوان          | بخش سیه رود شهرستان جلفا | الوان           | ۲۰۰            | ۷              | ۱۲           | ۵                   | ۴۰                  |
| امیرآباد       | بخش مرکزی شهرستان جلفا   | هادیشهر         | ۲۰۰۰           | ۷۰             | ۳۵           | ۱۵                  | ۱۵۰                 |
| انزوب          | بخش مرکزی شهرستان جلفا   | هادیشهر         | ۹۰۰            | ۳۱             | ۲۲           | ۱۰                  | ۱۰۰                 |
| بالای روستا    | بخش سیه رود شهرستان جلفا | داران           | ۳۰۰            | ۱۰             | ۱۰           | ۱۰                  | ۷۰                  |
| بیزبین         | بخش سیه رود شهرستان جلفا | داران           | ۱۰۰            | ۰              | ۰            | ۲۰                  | ۱۷۰                 |
| تازه کهریز     | بخش مرکزی شهرستان جلفا   | هادیشهر         | ۲۰۰            | ۱۸             | ۱۷           | ۵                   | ۴۰                  |
| جلگه زاوه      | بخش سیه رود شهرستان جلفا | افشار           | ۲۰۰            | ۸              | ۱۰           | ۱۰                  | ۵۰                  |
| جواد           | بخش سیه رود شهرستان جلفا | مرازاد          | ۵۰۰            | ۲۵             | ۱۵           | ۱۵                  | ۸۰                  |
| حاجی بابابالا  | بخش مرکزی شهرستان جلفا   | زاویه           | ۹۰۰            | ۱۵             | ۱۵           | ۱۵                  | ۲۵                  |
| حاجی باباپایین | بخش مرکزی شهرستان جلفا   | زاویه           | ۱۶۰۰           | ۳۰             | ۱۲           | ۲۰                  | ۱۲۰                 |
| حاجی کهریزی    | بخش سیه رود شهرستان جلفا | نظرکندی         | ۲۰۰            | ۲۰             | ۱۰           | ۷                   | ۳۰                  |
| حسنی           | بخش سیه رود شهرستان جلفا | حسنی            | ۴۰۰            | ۱۲             | ۲۰           | ۱۵                  | ۱۱۰۰                |
| حیدرآباد       | بخش مرکزی شهرستان جلفا   | حیدرآباد        | ۲۰۰۰           | ۱۰۰            | ۳۵           | ۱۷                  | ۱۰۰                 |
| دریانلگی       | بخش مرکزی شهرستان جلفا   | زاویه           | ۱۰۰            | ۳              | ۱۰           | ۱۴                  | ۴۰                  |
| سنبلی          | بخش مرکزی شهرستان جلفا   | حق‌وردی‌آباد      | ۱۰۰            | ۴              | ۱۵           | ۱۰                  | ۵۰                  |
| شیخ درویش      | بخش مرکزی شهرستان جلفا   | سیه سران        | ۳۰۰            | ۱۰             | ۱۵           | ۱۵                  | ۱۰۰                 |
| صلاح           | بخش مرکزی شهرستان جلفا   | سیلگرد          | ۳۰۰            | ۱۴             | ۱۵           | ۵                   | ۷۰                  |
| طالب گلی       | بخش مرکزی شهرستان جلفا   | طالب گلی        | ۷۰۰            | ۸              | ۳۰           | ۷                   | ۱۵                  |
| عدین           | بخش مرکزی شهرستان جلفا   | شجاع            | ۶۰۰            | ۱۲             | ۱۵           | ۱۰                  | ۱۲۰                 |
| علی قلی گلی    | بخش مرکزی شهرستان جلفا   | هادیشهر         | ۱۶۵۰           | ۶۵             | ۲۷           | ۳۰                  | ۱۴۵                 |
| قره سو         | بخش سیه رود شهرستان جلفا | مرازاد          | ۱۰۰            | ۵              | ۱۰           | ۱۰                  | ۳۰                  |
| قزل زمین       | بخش مرکزی شهرستان جلفا   | حق‌وردی‌آباد      | ۴۰۰            | ۱۷             | ۱۵           | ۱۰                  | ۱۰۰                 |
| قنبرقهوسی      | بخش مرکزی شهرستان جلفا   | قره بلاغ        | ۳۰۰            | ۸              | ۱۰           | ۵                   | ۴۵                  |
| قپچقان         | بخش مرکزی شهرستان جلفا   | نوشیروان        | ۲۰۰            | ۶              | ۱۵           | ۱۵                  | ۳۰۰                 |
| محمدقاسم       | بخش مرکزی شهرستان جلفا   | هادیشهر         | ۲۰۰            | ۷              | ۱۰           | ۱۵                  | ۸۰                  |
| نصیر           | بخش مرکزی شهرستان جلفا   | لیوارجان        | ۱۵۰            | ۵              | ۲۵           | ۵                   | ۰                   |
| هلق            | بخش سیه رود شهرستان جلفا | هلق             | ۲۰۰            | ۱۰             | ۱۵           | ۱۰                  | ۶۰                  |
| ویلدین         | بخش مرکزی شهرستان جلفا   | زاویه           | ۳۰۰            | ۶              | ۹            | ۱۰                  | ۲۶                  |
| پایین          | بخش سیه رود شهرستان جلفا | حسن             | ۳۷۰            | ۱۲             | ۴۰           | ۱۰                  | ۸۰                  |
| پایین روستا    | بخش سیه رود شهرستان جلفا | داران           | ۲۵۰            | ۷              | ۲۰           | ۱۰                  | ۱۰۰                 |
| پیرولی         | بخش مرکزی شهرستان جلفا   | سیه سران        | ۳۵۰            | ۱۲             | ۲۵           | ۱۰                  | ۲۰۰                 |
| چاردار         | بخش مرکزی شهرستان جلفا   | قره بلاغ        | ۵۰۰            | ۱۵             | ۱۲           | ۱۵                  | ۵۹                  |
| چاقنان         | بخش مرکزی شهرستان جلفا   | شجاع            | ۱۰۰۰           | ۳۰             | ۲۲           | ۱۵                  | ۲۰۰                 |
| چشمه لر        | بخش مرکزی شهرستان جلفا   | سیه سران        | ۶۰۰            | ۲۴             | ۲۵           | ۱۰                  | ۱۵۰                 |
| چمن            | بخش مرکزی شهرستان جلفا   | شجاع            | ۱۳۰            | ۴              | ۱۰           | ۵                   | ۴۰                  |
| کت آراسی       | بخش مرکزی شهرستان جلفا   | شجاع            | ۹۰۰            | ۴۰             | ۱۲           | ۱۰                  | ۵۰                  |
| کشن            | بخش مرکزی شهرستان جلفا   | هادیشهر         | ۵۰۰            | ۱۵             | ۱۱           | ۱۲                  | ۵۰                  |
| کهریز          | بخش مرکزی شهرستان جلفا   | زاویه           | ۴۰۰            | ۶              | ۱۵           | ۱۰                  | ۲۰                  |
| کهریز          | بخش سیه رود شهرستان جلفا | مرازاد          | ۶۲۰            | ۱۰             | ۱۵           | ۲۰                  | ۱۱۰                 |
| کوزه           | بخش مرکزی شهرستان جلفا   | اغبلاغ          | ۴۰۰            | ۸              | ۱۵           | ۱۵                  | ۶۰                  |
| کوچشمه سی      | بخش مرکزی شهرستان جلفا   | نوشیروان        | ۱۵۰            | ۴              | ۱۲           | ۱۰                  | ۲۵                  |
| کیخاگلی        | بخش مرکزی شهرستان جلفا   | لیوارجان        | ۴۰۰            | ۱۵             | ۳۲           | ۱۰                  | ۷۰                  |
| گل خاله        | بخش مرکزی شهرستان جلفا   | لیوارجان        | ۲۰۰            | ۷              | ۲۷           | ۷                   | ۸۰                  |
| گلفرج          | بخش مرکزی شهرستان جلفا   | گلفرج           | ۳۰۰            | ۱۰             | ۱۲           | ۵                   | ۵۰                  |
| گلی گل         | بخش مرکزی شهرستان جلفا   | هادیشهر         | ۶۵۰            | ۳۰             | ۲۰           | ۱۰                  | ۵۵                  |
| گوزلوق         | بخش مرکزی شهرستان جلفا   | لیوارجان        | ۱۵۰            | ۵              | ۲۲           | ۵                   | ۵۰                  |
| یقین گل        | بخش مرکزی شهرستان جلفا   | لیوارجان        | ۳۵۰            | ۱۰             | ۲۸           | ۱۰                  | ۴۰                  |